# Zhang Ling (Ruderin)
Zhang Ling (chinesisch 张灵; * 27. Februar 1997 in Schanghai) ist eine chinesische Ruderin und Olympiasiegerin.

## Sportliche Karriere
Zhang Ling ruderte bei den Junioren-Weltmeisterschaften 2013 mit dem chinesischen Achter auf den sechsten Platz.
2016 in Luzern siegten Zhang Ling, Jiang Yan, Wang Yuwei und Zhang Xinyue im Doppelvierer bei der Qualifikationsregatta für die Olympischen Spiele in Rio de Janeiro. Bei der Olympischen Regatta waren sieben Boote am Start, die Chinesinnen erreichten über den Hoffnungslauf das Finale und belegten den sechsten Platz.
2017 bei den Weltmeisterschaften in Sarasota trat der chinesische Doppelvierer mit Jiang Yan, Li Jingjing, Zhang Ling und Zhang Xinyue an und belegte den siebten Platz. Im Jahr darauf erreichten Zhang Ling, Wang Yuwei, Lyu Yang und Cui Xiaotong das A-Finale bei den Weltmeisterschaften in Plowdiw und belegten den vierten Platz mit 0,43 Sekunden Rückstand auf die Silbermedaille.
Zum Weltcup-Auftakt 2019 traten in Plowdiw nur zwei Doppelvierer an. Die Chinesinnen Chen Yunxia, Zhang Ling, Lyu Yang und Cui Xiaotong siegten mit anderthalb Sekunden Vorsprung vor den Niederländerinnen. Bei der zweiten Weltcup-Regatta in Posen waren fünf Boote am Start, die Chinesinnen gewannen vor den Polinnen und den Deutschen. Bei den Weltmeisterschaften in Linz-Ottensheim siegten die Chinesinnen vor den Polinnen und den Niederländerinnen, die Deutschen belegten den vierten Platz. 2021 siegten die Chinesinnen in der zweiten Weltcupregatta in Luzern. Bei den Olympischen Spielen in Tokio gewannen die Chinesinnen das Finale mit über sechs Sekunden Vorsprung auf die Polinnen.
Wegen der COVID-19-Pandemie fanden nach 2019 erst 2022 wieder Weltmeisterschaften statt. Bei den Weltmeisterschaften in Račice u Štětí siegten die Chinesinnen mit einer Sekunde Vorsprung auf die Niederländerinnen. Bei den 2023 ausgetragenen Asienspielen 2022 in Hangzhou gewannen sie ebenfalls die Goldmedaille. Unmittelbar vor den Asienspielen war der chinesische Doppelvierer bei den Weltmeisterschaften in Belgrad Dritter geworden. 2024 belegten Chen Yunxia, Zhang Ling, Lyu Yang und Cui Xiaotong den sechsten Platz bei den Olympischen Spielen in Paris.